# Nick Cave and the Bad Seeds
Nick Cave and the Bad Seeds [nɪk ˈkeɪv ɛn ðə bæːd siːdz] est un groupe de rock australien dont les membres sont issus de différents pays. Le groupe a été fondé en 1983 à Melbourne par deux ex-membres du groupe australien The Birthday Party : l’auteur-compositeur-interprète Nick Cave et le multi-instrumentiste Mick Harvey. La première formation du groupe comprend en outre le guitariste allemand du groupe de rock industriel Einstürzende Neubauten, Blixa Bargeld, qui restera vingt ans avec les Bad Seeds, l'ex-bassiste anglais de Magazine, Barry Adamson, et le guitariste australien Hugo Race. Anita Lane, un temps en relation amoureuse avec Nick, a également participé, notamment en écrivant les paroles de quelques chansons. Le groupe enregistre son premier album, sorti en 1984 : From Her To Eternity. Le bassiste australien de The Birthday Party, Tracy Pew, a aussi joué avec le groupe lors de sa première tournée australienne, et lors des sessions d'enregistrement de l’album Kicking Against the Pricks.
La chanson Red Right Hand a été utilisée dans de nombreux films, séries et téléfilms, parmi lesquels Peaky Blinders, X-Files, Dumb and Dumber, Scream, Scream 2, Scream 3 et Hellboy, tandis que la chanson O'Children a été utilisée dans la première partie du film Harry Potter et les reliques de la mort.

## Composition du groupe

### Membres permanents depuisThe Birthday Party
- Nick Cave : chant, piano, harmonica
- Thomas Wydler : batterie, percussions (depuis 1985)

En plus des membres fondateurs restants, le groupe se compose de musiciens et de musiciens de session choisis personnellement par Nick Cave, et qui ont eu, selon les cas, une influence sur la sonorité du groupe. Chaque musicien est toujours considéré comme faisant partie intégrante du groupe. Martyn P. Casey est bassiste du groupe depuis 1991, Warren Ellis joue du violon au sein du groupe depuis 1993 et Jim Sclavunos est batteur et percussionniste depuis Murder Ballads. À partir des années 1990, Nick Cave effectue des tournées en solo, en plus de ses concerts avec les Bad Seeds. Pour ces concerts sans les Bad Seeds au complet, le groupe se compose de Nick Cave au piano et d’une équipe variable de trois autres musiciens à la basse, à la batterie et au violon. Le trio avec lequel Nick Cave tourne en 2006 inclut trois membres des Bad Seeds : Martyn P. Casey, Jim Sclavunos et Warren Ellis ; on a pu également apercevoir la bassiste Susan Stenger sur scène.

### Membres passés, invités occasionnels et musiciens de tournée
- Mick Harvey : guitare, chant et multi-instrumentiste. Il est passé à de nombreux autres instruments lors des enregistrements (1983-2009). Il est surtout célèbre pour sa collaboration avec Nick Cave, qu’il a accompagné dans toutes ses aventures musicales, de leur adolescence à janvier 2009, date à laquelle il décide de quitter les Bad Seeds pour « de nombreuses raisons personnelles et professionnelles »[4].
- Blixa Bargeld : guitare, chant (1983-2003). De nationalité allemande et membre du groupe d'origine, il l'a quitté au terme d'une vingtaine d'années pour se consacrer davantage à son autre groupe, Einstürzende Neubauten.
- Anita Lane (décédée) : paroles
- Barry Adamson : basse, batterie
- Rowland S. Howard (décédé) : guitare
- Tracy Pew (décédé) : basse
- Kid Congo Powers : guitare
- Roland Wolf (décédé) : piano
- James Johnston : basse, orgues
- Hugo Race : guitare
- George Vjestica : guitare
- Ed Kuepper : guitare (2009)[5]
- Conway Savage (décédé) : piano et chœurs de 1991 à son décès en 2018

### Chronologie des différentes formations
- 1983-Mai 1984 : Nick Cave, Mick Harvey, Blixa Bargeld.
- Mai 1984-Septembre 1984 : Nick Cave, Mick Harvey, Blixa Bargeld, Barry Adamson, Hugo Race.
- Octobre 1984-Mars 1985 : Nick Cave, Mick Harvey, Blixa Bargeld, Barry Adamson.
- Juin 1985-Juillet 1986 : Nick Cave, Mick Harvey, Blixa Bargeld, Barry Adamson, Thomas Wydler.
- Juillet 1986-Septembre 1986 : Nick Cave, Mick Harvey, Blixa Bargeld, Thomas Wydler.
- Septembre 1986-Septembre 1989 : Nick Cave, Mick Harvey, Blixa Bargeld, Kid Congo Powers, Roland Wolf, Thomas Wydler.
- Octobre 1989-Mai 1990 : Nick Cave, Mick Harvey, Blixa Bargeld, Kid Congo Powers, Thomas Wydler.
- Mai 1992-Avril 1994 : Nick Cave, Mick Harvey, Blixa Bargeld, Conway Savage, Martyn P. Casey, Thomas Wydler.
- Février 1996-Septembre 2001 : Nick Cave, Mick Harvey, Blixa Bargeld, Conway Savage, Warren Ellis, Martyn P. Casey, Thomas Wydler, Jim Sclavunos.
- Février 2003-Mars 2003 : Nick Cave, Mick Harvey, Blixa Bargeld, Warren Ellis, Martyn P. Casey, Thomas Wydler, Conway Savage, Jim Sclavunos.
- À partir d'avril 2003 : Nick Cave, Mick Harvey, Warren Ellis, Martyn P. Casey, Thomas Wydler, Conway Savage, Jim Sclavunos.
- À partir de mars 2008 : Nick Cave, Mick Harvey, Warren Ellis, Martyn P. Casey, Thomas Wydler, Conway Savage, Jim Sclavunos.
- À partir d'avril 2009 : Nick Cave, Warren Ellis, Martyn P. Casey, Thomas Wydler, Conway Savage, Jim Sclavunos.
- À partir de mai 2013 : Nick Cave, Warren Ellis, Martyn P. Casey, Thomas Wydler, Conway Savage, Jim Sclavunos, George Vjestica.
- À partir de mai 2017 :  Nick Cave, Warren Ellis, Martyn P. Casey, Thomas Wydler, Jim Sclavunos, George Vjestica.

### Collaborations
Nick Cave et le groupe des Bad Seeds ont composé la chanson Crazy Love de Marianne Faithfull, parue sur son album Before the Poison en 2004.

### Nationalités
Le leader du groupe, Nick Cave, a quitté Melbourne en Australie pour Londres en 1980. Depuis la formation des Bad Seeds en 1984, il a vécu à Berlin, São Paulo, Londres et Brighton (Royaume-Uni). Les divers membres internationaux du groupe se retrouvent pour les enregistrements en studio et les tournées : Nick Cave, Mick Harvey, Hugo Race, Anita Lane, Tracy Pew, Martyn P. Casey, Conway Savage et Warren Ellis sont australiens ; Barry Adamson et James Johnston sont de Grande-Bretagne ; Blixa Bargeld et Roland Wolf sont allemands, Thomas Wydler est suisse ; Jim Sclavunos et l'ancien guitariste Kid Congo Powers sont originaires des États-Unis. 

## Discographie

### Albums studio
- 1984 : From Her to Eternity
- 1985 : The First Born is Dead
- 1986 : Kicking Against the Pricks
- 1986 : Your Funeral... My Trial
- 1988 : Tender Prey
- 1990 : The Good Son
- 1992 : Henry's Dream
- 1994 : Let Love In
- 1996 : Murder Ballads
- 1997 : The Boatman's Call
- 2001 : No More Shall We Part
- 2003 : Nocturama
- 2004 : Abattoir Blues/The Lyre of Orpheus
- 2008 : Dig, Lazarus, Dig!!!
- 2013 : Push the Sky Away
- 2016 : Skeleton Tree
- 2019 : Ghosteen
- 2024 : Wild God

### Albums live / Compilations / Rééditions
- 1993 : Live Seeds
- 1998 : The Best of Nick Cave and the Bad Seeds
- 2005 : B-Sides and Rarities
- 2007 : The Abattoir Blues Tour
- 2009 : From Her To Eternity (Edition remasterisée avec 1 DVD bonus)
- 2009 : The First Born is Dead (Edition remasterisée avec 1 DVD bonus)
- 2009 : Kicking Against the Pricks (Edition remasterisée avec 1 DVD bonus)
- 2009 : Your Funeral... My Trial (Edition remasterisée avec 1 DVD bonus)
- 2013 : Live from KCRW (Show enregistré le 18/04/13 sur KCRW)
- 2017 : Lovely Creatures: The Best of Nick Cave and the Bad Seeds
- 2021 : B-Sides & Rarities Part II

## Distinctions
- 2016 : l'album Skeleton Tree est classé 4e meilleur album de l'année par la rédaction du site Metalorgie.com[6]